# Galicea
Galicea – wieś w Rumunii, w okręgu Vâlcea, w gminie Galicea. W 2011 roku liczyła 1102 mieszkańców.